# Edgeworthův diagram
Edworthův diagram nebo také Edgeworthova krabice (anglicky Edgeworth box nebo egg-worth box), pojmenovaný po svém vynálezci Francisu Ysidro Edgeworthovi, se v ekonomii používá k reprezentaci rozdělení zdrojů. Edgeworth původně navrhl dvouosý diagram, který byl později rozšířen do dnes známého krabicového diagramu Paretem v jeho knize „Manual of Political Economy“ a ten byl poté zpopularizován Bowleyho výkladem. Moderní verze diagramu se tedy také často nazývá Edgeworth-Bowleyho diagram.
Edgeworthův diagram se často používá v obecné teorii rovnováhy. S jeho pomocí lze reprezentovat rovnováhu na dokonale konkurenčním trhu pomocí takových výsledků, které uspokojují ekonomickou efektivnost.

## Příklad

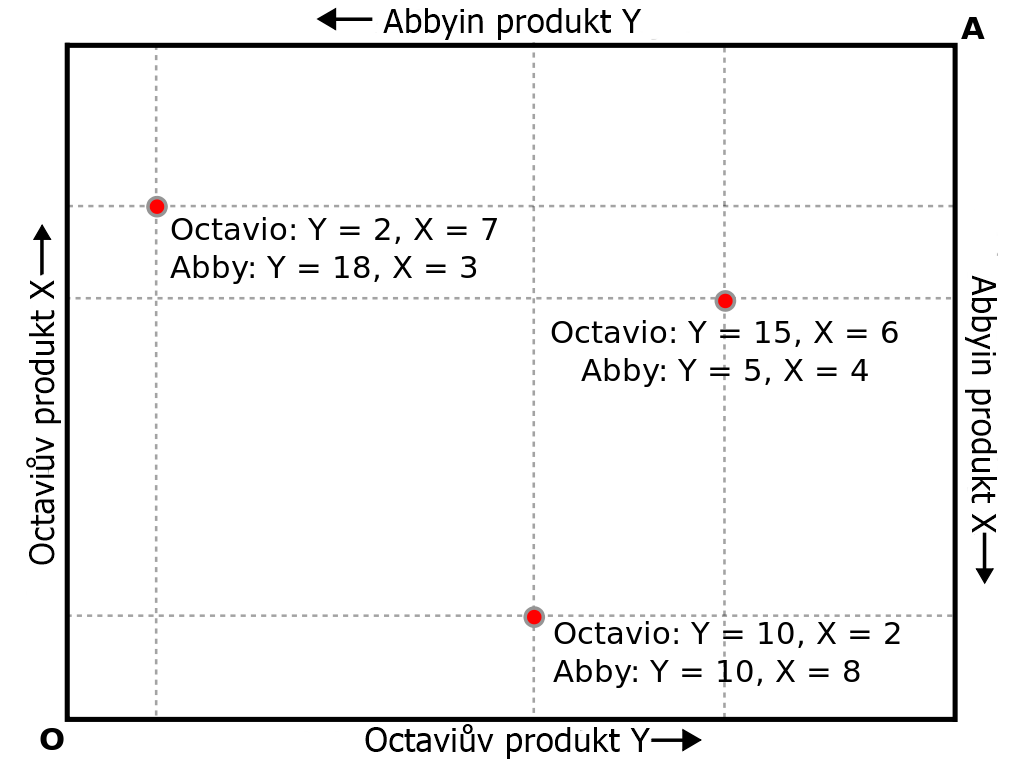
Příklad Edgeworthova diagramu, kde celkové množství produktu X je 10 a celkové množství produktu Y je 20

Máme dvě osoby (Octavia a Abby) a dané fixní zdroje pro oba dohromady, řekněme 10 litrů vody a 20 rohlíků. Tj., když Abby bude chtít 4 litry vody a 5 rohlíků, pro Octavia zbude 6 litrů vody a 15 rohlíků.
Edgeworthův diagram bude v našem případě obdélníkový. Vodorovné strany diagramu budou reprezentovat celkové množství jednoho produktu (rohlíků) a horizontální strany diagramu budou reprezentovat celkové množství druhého produktu (vody). V levém dolním rohu budeme mít počátek pro Octavia (označený O) a naproti v pravém horním rohu pak počátek pro Abby (označený A). Každý bod v tomto obdélníku pak reprezentuje jedno možné rozdělení zdrojů mezi Abby a Octavia.
Pro obě osoby můžeme také do našeho obdélníku nakreslit indiferenční křivky (ty se získají derivací užitkových funkcí osob). Každá tato křivka zobrazuje body takových kombinací produktů, které uspokojí potřebu osoby na stejné úrovni. Jinak se jim také říká izokvanty užitku. Například Abby může mít stejný užitek z kombinace 1 litru vody a 13 rohlíků i z kombinace 5 litrů vody a 4 rohlíků, nebo kombinace 3 litrů vody a 10 rohlíků. Obdobně pro Octavia. Těchto křivek může být pro každou osobu nekonečné množství a každá výše (ve větší vzdálenosti) od počátku přináší osobě užitek vyšší. Typicky jsou tyto křivky konvexní k počátku osoby.
Když se Abbyina indiferenční křivka protne s Octaviovou ve více než jednom bodě (takže nejsou pouze tečnami), vznikne protnutím křivek tvar oka. Každý bod uvnitř tohoto oka představuje kombinaci našich dvou zdrojů takovou, že obě osoby mohou mít větší užitek než na okrajích oka, protože bod uprostřed bude na jejich vyšších indiferenčních křivkách (vzdálenějších od jejich počátků).

## Paretova křivka

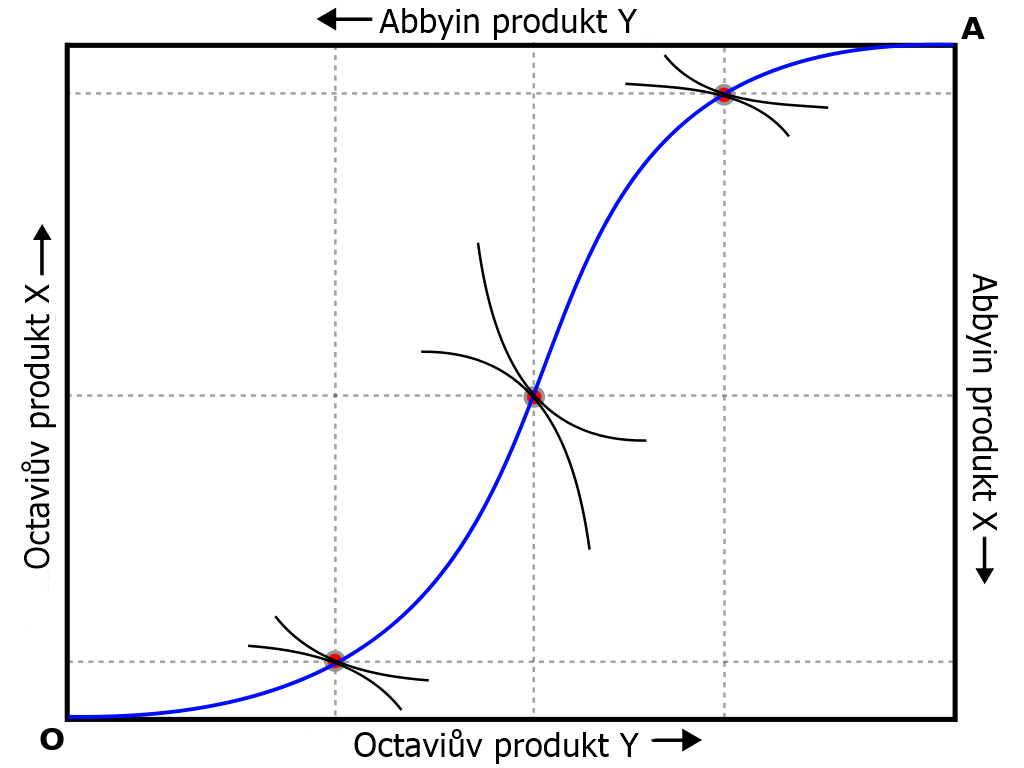
Paretova křivka (modrá) ukazující tečné body indiferenčních křivek osob A a O v Edgeworthově diagramu

Tam, kde je nějaká z Abbyiných indiferenčních křivek dotkne tečnou nějaké Octaviovy indiferenční křivky, nalézáme takovou kombinaci zdrojů, že obě osoby získají užitek, který nemůže být přerozdělením zdrojů zvýšen pro jednu osobu, aniž by se tím snížil užitek druhé osoby. Taková kombinace zdrojů se nazývá Pareto-optimální. Z množiny bodů tečného doteku různých indiferenčních křivek získáme spojením křivku vedoucí od Octaviova počátku (O) až po Abbyin počátek (A). Tato křivka, která nikdy nebude přímkou, se nazývá Paretova křivka.
Někdy se této křivce říká také kontrakční křivka, ačkoliv Mas-Colell, Winston a Green (1995) definici kontrakční křivky omezili na takové body Paretovy křivky, které uspokojí Abby i Octavia nejméně na úrovni jejich rozpočtu. Ostatní autoři, kteří k Paretově křivce přistupují spíše z hlediska teorie her, jako například Martin Osborne a Ariel Rubinstein (1994), používají termín jádro pro ten úsek Paretovy křivky, že pro obě osoby je užitek nejméně na úrovni jejich rozpočtu.
K tomu, abychym určili Paretovu křivku, musíme pro obě osoby spočítat sklon indiferenčních křivek v každém bodě. Tento sklon je záporně vzatá mezní míra substituce. Protože Paretova křivka je množina takových bodů, že jsou si indiferenční křivky tečnami, je to tím pádem také množina bodů, kde mezní míra substituce jedné osoby je stejná jako mezní míra substituce druhé osoby.

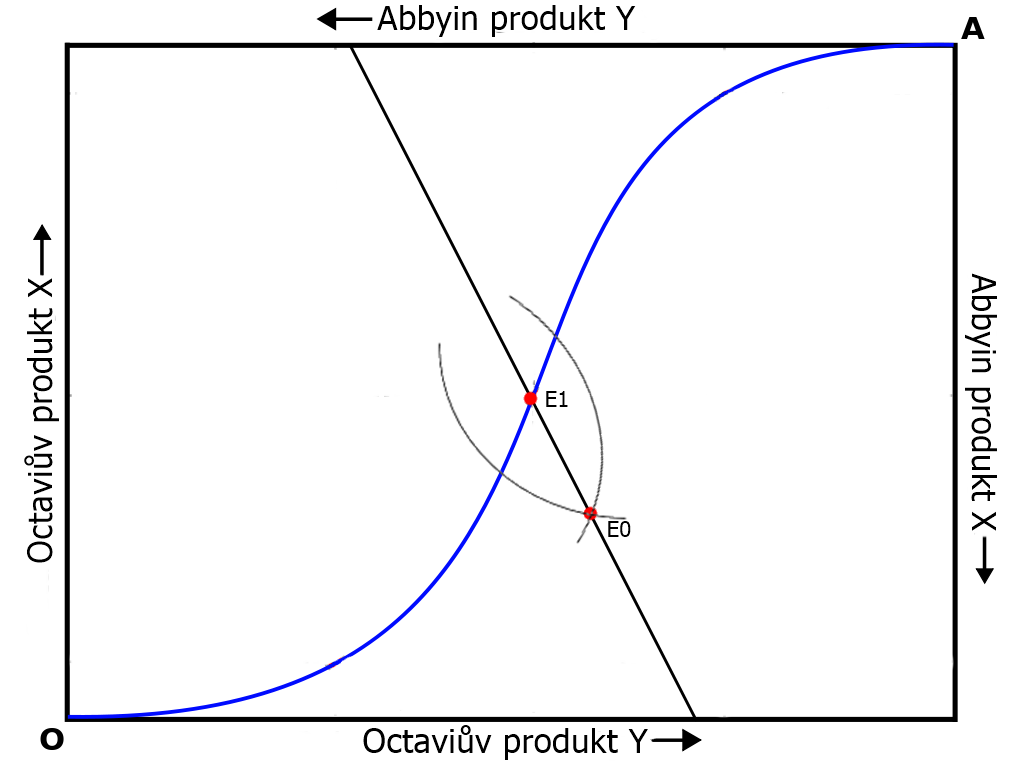
Optimální bod v Edgeworthově diagramu s rozpočtovým omezením

Přidáme-li do předpokladů již zmíněné rozpočtové omezení (dejme tomu, že se Abby a Octavio společně dělí o celkový rozpočet) a určíme-li počáteční alokaci rozdělení produktů na této přímce jako bod E0, pak pokud se nemění ceny produktů, dostaneme optimální řešení právě z kontrakční křivky tam, kde se protíná s rozpočtovou přímkou, neboť bod E1 leží na vyšších kontrakčních křivkách pro obě osoby.